# Domenica in
Domenica in (укр. У неділю) — італійська розважальна телепередача, що транслюється з 1976 року на телеканалі Rai 1.

## Опис
Одна з найбільш тривалих телепередач Італії, перший випуск вийшов 3 жовтня 1976 року. Передача завжди мала велику тривалість, яка складала: 360 хвилин у 1976-2009 роках, 290 у 2009-2013 роках і 170 хвилин з 2013 року. Програма передачі торкається різних тем: розваги, інтерв'ю, спорт, ігри, журналістика і інше.